# أشتون ميتشل
أشتون ميتشل (بالإنجليزية: Ashton Mitchell)‏ مواليد 14 أغسطس 1988 في نيو أورلينز، هو لاعب كرة سلة أمريكي. بدأ مسيرته الاحترافية في سنة 2010. يلعب مع فالميرا كلاعب هجوم خلفي. يحمل الرقم 4. يبلغ طوله 6 قدم 0 بوصة (1.8 م).

## المسيرة الاحترافية
لعب مع ليبايا لوفاس في موسم 2010–2011، ثم لعب مع نادي كولين لكرة السلة في موسم 2013–2014، ثم لعب مع نادي فالميرا لكرة السلة في سنة 2016.

## روابط خارجية
- أشتون ميتشل على موقع كرة السلة الأوروبية.كوم (الإنجليزية)
- أشتون ميتشل على موقع كلية كرة السلة في سبورتس رفرنس.كوم (الإنجليزية)
- أشتون ميتشل على موقع ريلجم (الإنجليزية)
- أشتون ميتشل على موقع بروبوليرز (الإنجليزية)
- أشتون ميتشل على موقع سبورتس رفرنس (الإنجليزية)